# Iambo
Iambo ou jambo é uma unidade rítmica do poema.
É formado por uma sílaba átona e uma sílaba tônica.
É comum sua utilização nos versos decassílabos, tanto heróicos quanto sáficos, e nos dodecassílabos alexandrinos, algumas vezes associado a um peônio de quarta.